# Le marchand de glace est passé
Le marchand de glace est passé (The Iceman Cometh) est une pièce de théâtre écrite par le dramaturge américain Eugene O'Neill en 1939. 
Eugene O'Neill, en écrivant cette pièce, a voulu montrer sa désillusion. Il ne croyait plus aux idéaux américains du succès et d'aspiration. L'histoire suggère que le comportement humain est trop souvent dicté par l'envie, l'amertume et le désir de vengeance.

## Argument
L'histoire se passe en 1912, dans Greenwich Village à New York, et en particulier dans le saloon bas de gamme de la ville. Les clients, des alcooliques chroniques, passent leur temps à tenter d'oublier leur existence et à se faire payer des verres. C'est dans cette atmosphère décadente que vont évoluer de nombreux personnages.

## Adaptations
La pièce de théatre a été adaptée d'abord à la télévision sous forme d'un téléfilm, puis au cinéma :
- The Iceman Cometh, téléfilm réalisé par Sidney Lumet en 1960 ;
- The Iceman Cometh, film réalisé par John Frankenheimer en 1973.